# Biała Nida
Biała Nida – rzeka w środkowej Polsce, ciek źródłowy Nidy do połączenia z Czarną Nidą, o długości 52,4 km i powierzchni dorzecza 1029 km². Płynie przez Wyżynę Przedborską i Wyżynę Kielecką, w świętokrzyskim.
Rzeka wypływa ze źródeł stawu Stok we wsi Moskorzew, na północny wschód od Szczekocin (na Płaskowyżu Jędrzejowskim), płynie przez Nieckę Włoszczowską, a z Czarną Nidą łączy się w pobliżu miejscowości Żerniki, na południowy zachód od Chęcin.

## Główne dopływy
lewe
- Lipnica
- Wierna Rzeka
- Hutka

prawe
- Grabówka
- Jedlnica
- Kwilinka

## Miejscowości nad Białą Nidą
Moskorzew, Radków, Oksa, Tyniec.

## Galeria

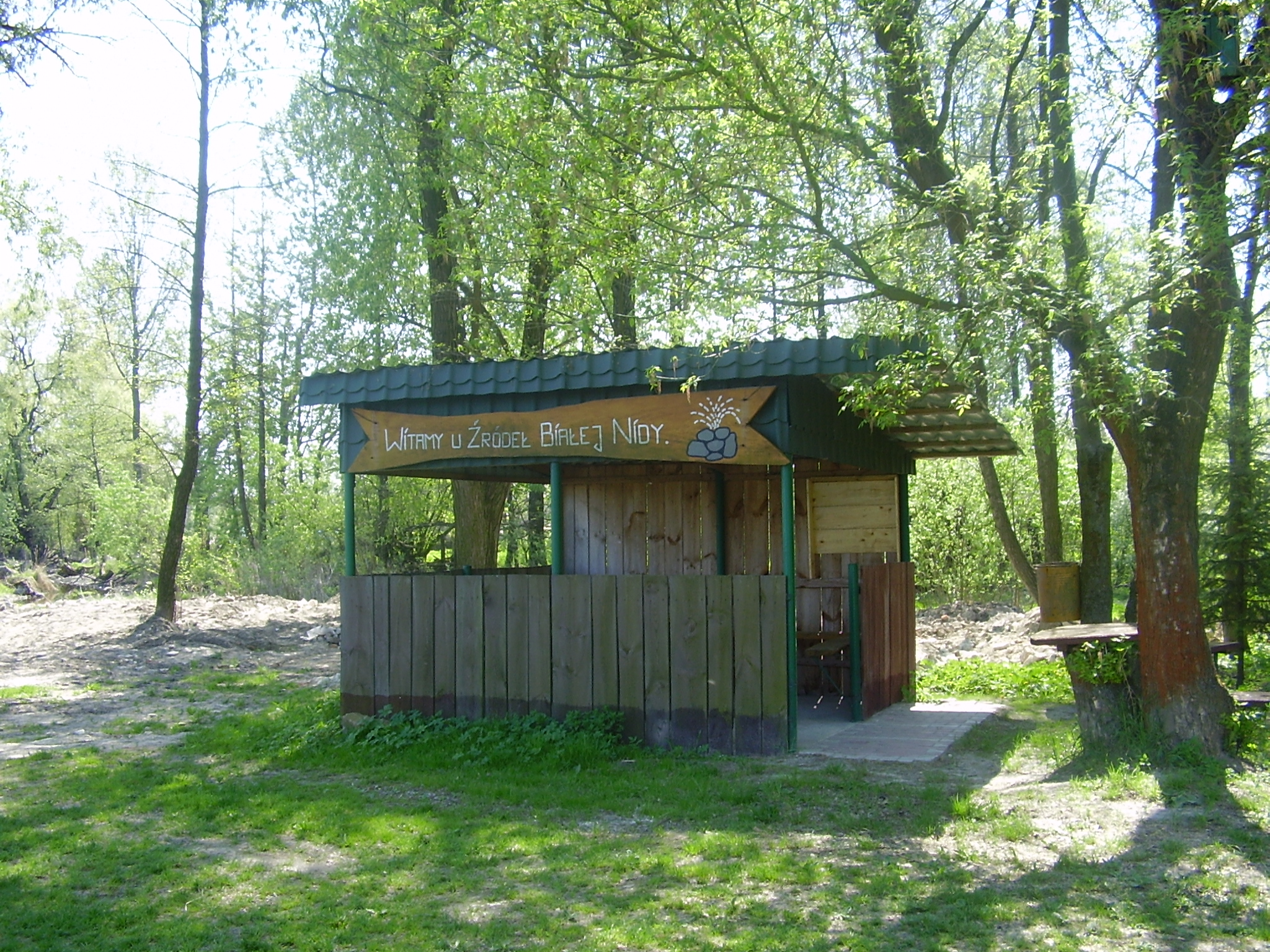
Obiekt do odpoczynku nad Białą Nidą we wsi Moskorzew